# Sisenand nyugati gót király
Sisenand, más írásmóddal Sisinanth (605 – 636. március 12.) nyugati gót király 631-től haláláig.
Sisinand  633-ban mindjárt az uralkodása kezdetén összehívta a negyedik toledói zsinatot, amelyen Sevillai Szent Izidor elnöksége alatt 69 püspök vett részt. Az egybegyűlt egyházi atyák előtt, nagyjainak élén, a földre borult Sisenand és könnyes szemekkel kérte őket, foglalják nevét imáikba; azután intette a gyülekezetet, hogy az egyház jogait védje meg, és a gonoszságot irtsa ki. A zsidók áttérítésére ez a zsinat is határozatokat hozott s szabályozta a királyválasztás ügyét.